# Гамза-хан Пусиян
Гамза-хан Пусиян (азерб.  Həmzə xan Püsyan, перс. حمزه خان پسیان‎; ум. 1915) — генерал-майор персидской армии. Известен также под именем Сардар Пусиян.

## Биография
Гамза-хан родился в азербайджанской семье в городе Тебризе  (Иранский Азербайджан) и был третьим сыном Мехти Кули-хана Пусияна. Получив там же начальное образование, поступил в военное училище. Карьеру Гамза-хан начал как наиб (лейтенант) Персидской казачьей бригады (ПКБ). В 20-летнем возрасте был произведён в сарваны (капитан).
В 1880 году Гамза-хан произведён в серхенг (полковники) и находился в Хамадане по 1882 год. 
В 1908 году в Тебризе началось восстание против власти шаха. Персидская казачья бригада сыграла значительную роль в иранской Конституционной революции. Казачья бригада под командованием полковника Ляхова стала главной вооружённой силой шаха. Русское правительство, позабыв об осторожности, всё дальше шло по пути вооружённой интервенции. 24 июня 1908 году с помощью персидских казаков и с согласия русского и английского правительств шах разогнал меджлис, здание которого обстреляла артиллерия Персидской казачьей бригады.  В апреле 1909 года, после ряда провокаций со стороны английской и российской миссий из Джульфы российские войска выступили в направлении Тебриза. Город был оставлен шахскими войсками, а федаи разоружены.
Гамза-хан умер в старом возрасте 3 февраля 1915 года в городе Тебризе,, где и был похоронен.
Гамза-хан был женат на Гаджиййе-ханум. У Гамза-хана был сын Али Кули-хан.
Гамза-хан был дядей Мухаммед Таги-хан Пусияна.